# 덕소초등학교
덕소초등학교는 대한민국 경기도 남양주시 와부읍 덕소리 소재의 공립 초등학교이다. 

## 학교 연혁
- 1924년 10월 24일 덕소공립보통학교(4년제 2학급) 개교설립인가 6월 5일
- 1938년 4월 1일 덕소공립심상소학교로 개칭[1]
- 1941년 4월 1일 덕소공립국민학교로 개칭[2]
- 1975년 3월 1일 월문국민학교 분리
- 1996년 3월 1일 덕소초등학교로 개칭[3]
- 1996년 3월 1일 팔당분교장 통폐합
- 1999년 3월 1일 남양주도곡초등학교 분리 개교 (1~5학년)
- 1999년 8월 9일 샤워장 설치, 컴퓨터 전산망 구축
- 2000년 10월 18일 전산실 개설
- 2002년 3월 1일 와부초등학교 분리 개교 (1~5학년)
- 2002년 3월 7일 병설유치원 개원
- 2007년 3월 1일 예봉초등학교 분리 개교
- 2018년 3월 1일 제28대 이상호 교장 부임
- 2019년 1월 9일 제92회 졸업식
- 2019년 3월 1일 27학급 편성 (일반21, 특수2, 유치원3, 유치원특수1)
- 2020년 1월 3일 제93회 졸업식
- 2020년 3월 1일 26학급 편성 (일반20, 특수2, 유치원3, 유치원특수1)
- 2021년 12월 29일 제95회 졸업식
- 2022년 3월 1일 21학급 편성 (일반17, 특수2, 유치원2)
- 2024넌 10월 24일 개교 100주년

## 학교 상징
- 교화 - 모란 : 아름답지만 향기가 없는 꽃으로 은혜와 존경 그리고 성실과 부귀를 상징함.
- 교목 - 향나무 : 우리나라 전역에 자생하는 상록수로 인간의 마음을 편하게 하고 생각을 풍요롭게 하며 고결한 정신을 나타냄.

## 참고 자료
- 덕소초등학교 - 한국교육학술정보원 학교알리미